# Румыния
Румы́ния (рум. România [romɨˈni.a]) — государство в Юго-Восточной Европе, частично расположенное в северо-восточной части Балканского полуострова. На юго-востоке омывается водами Чёрного моря. Граничит с Украиной на севере, Молдовой на северо-востоке, Венгрией на северо-западе, Сербией на западе и Болгарией на юге.
Площадь территории — 238 391 км², население на 2022 год — 19 038 098 чел. (по обоим этим показателям является крупнейшей страной региона); занимает 62-е место в мире по численности населения и 80-е по территории.
Страна отличается значительным этнокультурным разнообразием; бо́льшая часть верующих (около 87 % населения) исповедует православие.
Подразделяется на 42 административно-территориальные единицы, 41 из которых — жудецы («уезды»), и 1 — муниципий Бухарест, приравненный к жудецу.
Столица и крупнейший город — Бухарест, другие крупные города — Клуж-Напока, Яссы, Констанца, Тимишоара, Брашов, Крайова, Галац и Орадя. Государственный язык — румынский.
Румыния — унитарное государство и президентско-парламентская республика. Пост президента занимает Никушор Дан, премьер-министра — Илие Боложан.
Индустриальная страна с динамично развивающейся экономикой. Денежная единица — румынский лей (курс на 10 января 2019 г. — 4,05 лея за 1 доллар США, стоимость 1 американского доллара в новых румынских леях за год (365 дней) увеличилась на +0,19 lei, с 3,88 до 4,05 RON).
Румыния возникла в 1859 году в результате объединения двух княжеств — Молдовы и Валахии. 11 декабря [23 декабря] 1861 в воззвании к населению Куза провозгласил создание единого государства Румыния. Независимость провозглашена 21 мая 1877 года.
Член НАТО с 29 марта 2004 года, ЕС с 1 января 2007 и государство-участник Шенгенской зоны с 31 марта 2024 года.

## Этимология названия
Название страны происходит от этнонима «румын».

## Физико-географическая характеристика

### Географическое положение

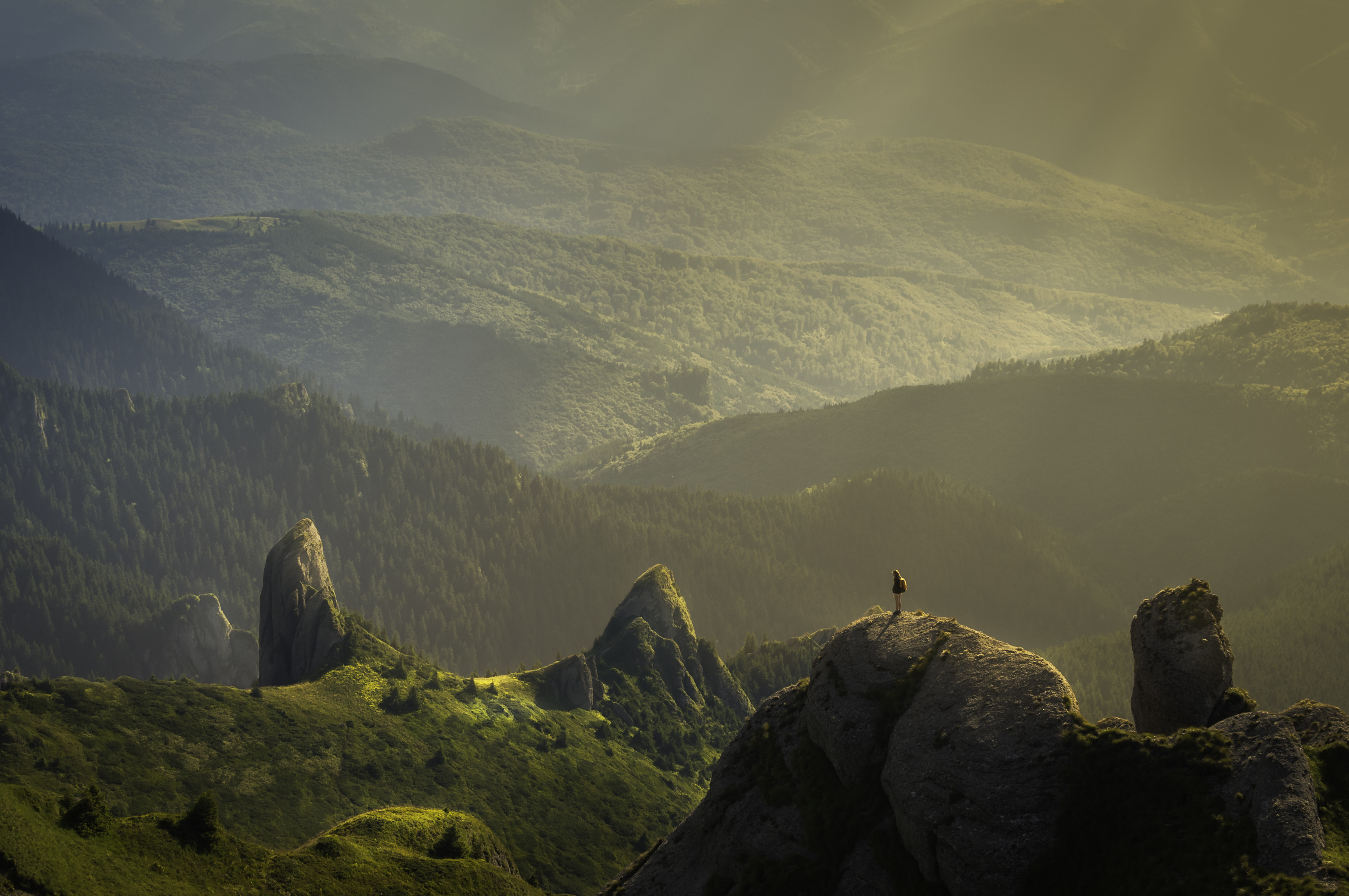
Горы Румынии

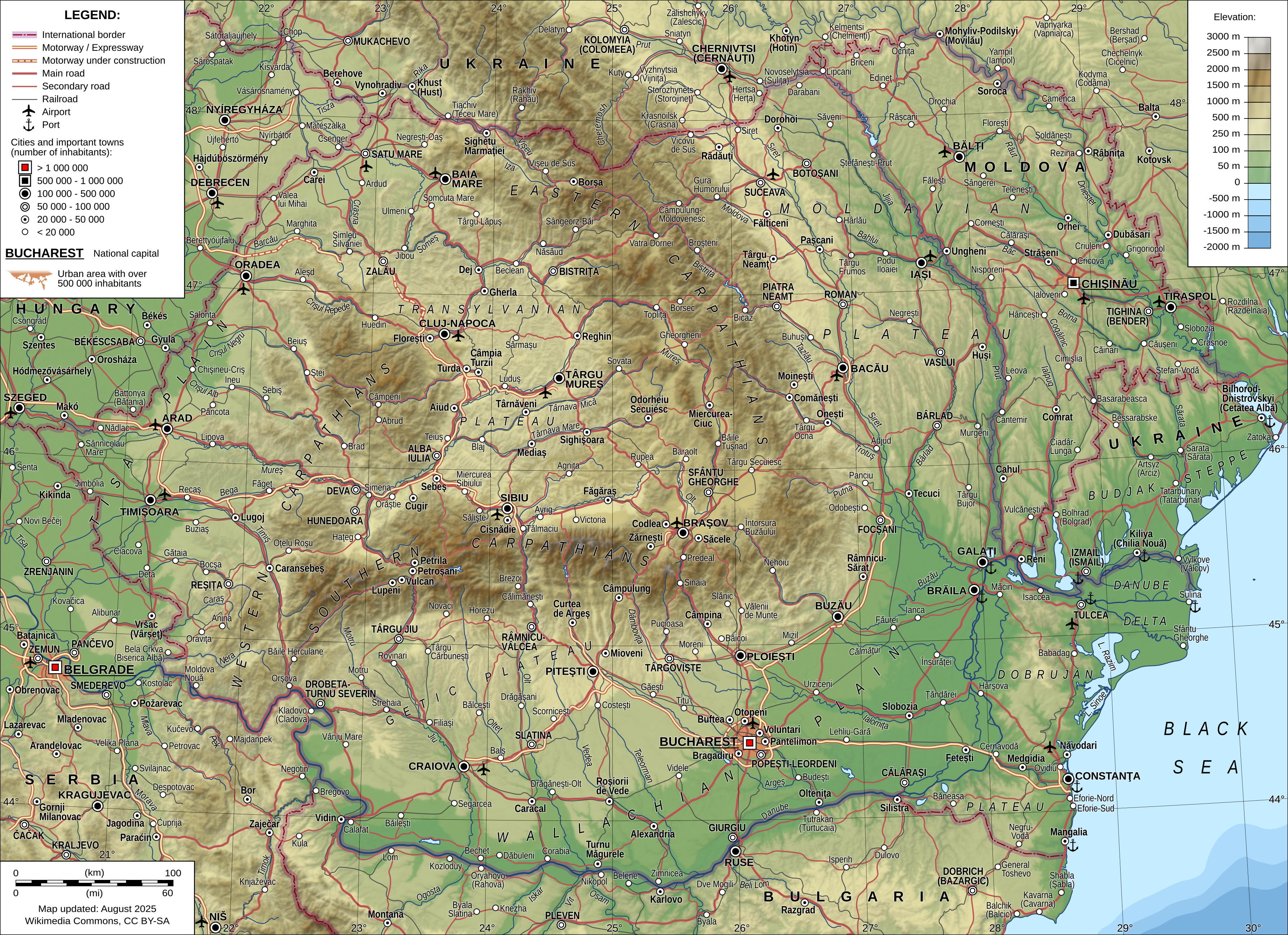
Карта Румынии

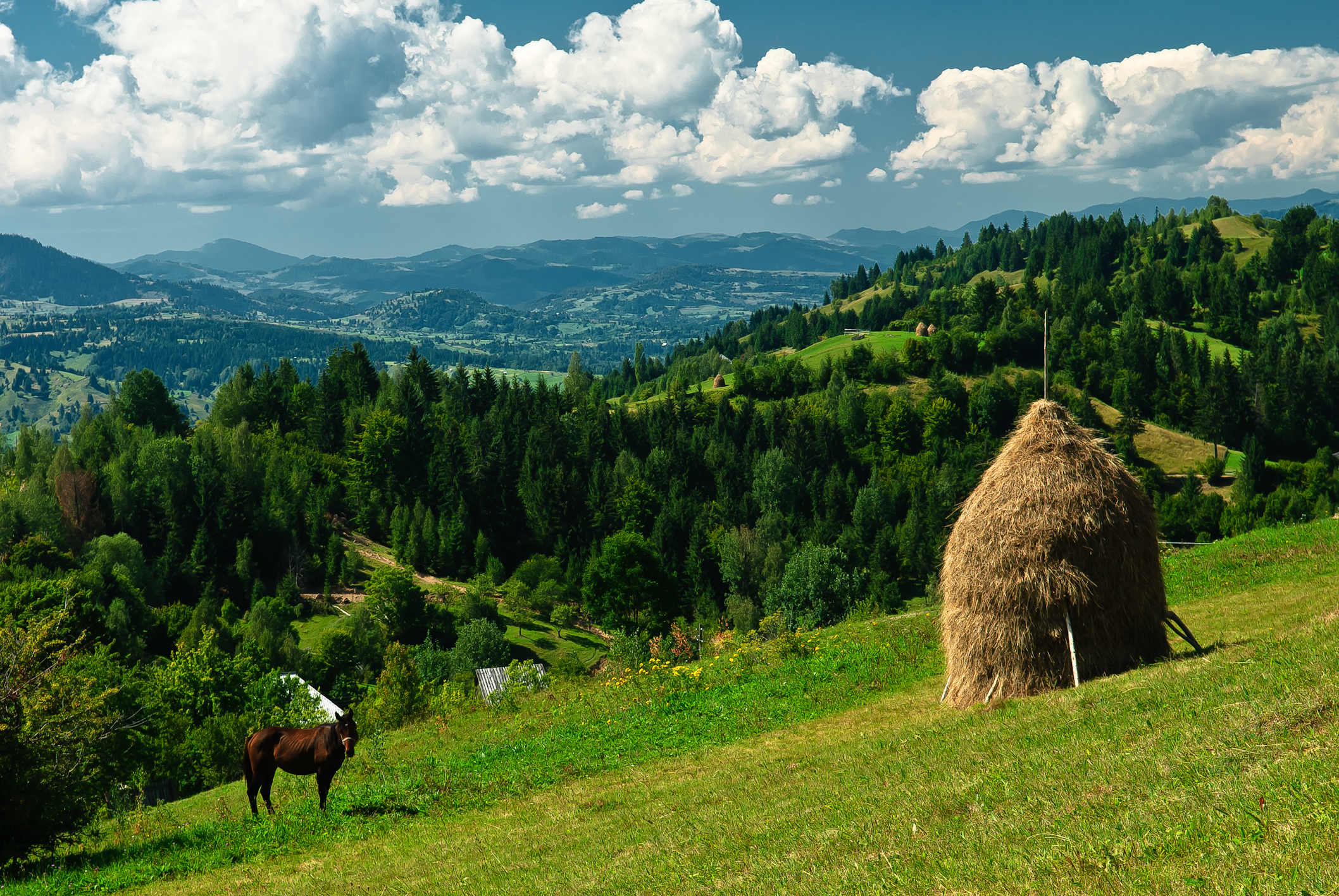
Родна

Румыния занимает площадь в 238 391 км² и является таким образом самой большой по территории страной Юго-Восточной Европы и 12-й по территории страной во всей Европе. Страна расположена между 43° и 49° северной широты и 20° и 30° восточной долготы.
Для Румынии характерно примерно равное сочетание горной, холмистой и равнинной местностей. Через всю территорию страны, дугой — от границы с Украиной до границы с Сербией — проходят Карпаты, преобладающие в центре Румынии, с 14 горными хребтами. Самая высокая точка Румынии — гора Молдовяну (2 544 м). Среди полезных ископаемых выделяются нефть и полиметаллические руды.
Юго-восток страны омывается водами Чёрного моря, где расположены крупные торговые порты и морские базы военно-морского флота. Порты связаны с внутренними районами страны шоссейными и железными дорогами. Наличие выхода к морю делает выгодной международную морскую торговлю со странами Европы, Азии и Северной Африки. Через Гибралтарский пролив осуществляется выход в Атлантический океан, через Суэцкий канал — в Индийский и Тихий океаны.
Регионы Румынии, граничащие с Болгарией и Венгрией — одни из самых плодородных в мире, но во всех из них наблюдается значительное снижение уровня жизни и численности населения.

### Климат
Румыния расположена в зоне континентального климата, отличающегося холодной зимой и тёплым летом. Среднегодовая температура — от 11 °C на юге до 8 °C на севере.
Весна отличается прохладными ночами и тёплыми днями. Лето, как правило, тёплое; средняя максимальная температура летом в Бухаресте составляет 28 °C, средняя минимальная — 16 °C. Зимы холодные: средняя максимальная температура колеблется от 2 °C на равнинах до −15 °C в горах. Абсолютный максимум составляет 44,5 °C и был зарегистрирован в 1951 году, абсолютный минимум −38,5 °C — в 1942 году.
В среднем, выпадает 750 мм осадков в год, бо́льшая часть осадков выпадает летом. При этом значительны различия между различными районами — в горах выпадает до 1500 мм осадков в год, на юге и в центре в районе Бухареста — около 600 мм, в дельте Дуная — около 370 мм.

### Окружающая среда
Леса занимают 19 % территории страны, при этом Румыния является одним из самых крупных районов ненарушенных лесов в Европе.
В лесах живёт большое количество диких животных, среди которых медведи, волки и другие; на равнинах — лисы, зайцы, белки и барсуки. На территории страны обитают эндемичные млекопитающие (среди которых наиболее известна карпатская серна), птицы и рептилии. Фауна Румынии состоит из 33 792 видов животных, среди которых 33 085 беспозвоночных и 707 позвоночных.

## История

### Древнейшая история и античность
На территории современной Румынии были обнаружены одни из древнейших останков кроманьонца (Пештера-ку-Оасе), датируемые примерно 42 тысячи лет назад.
Около 4 тысяч лет назад возникла неолитическая культура. В период бронзового века в 1800—1000 годах до нашей эры возникли фракийско-фригийские племена даков. В VII веке до нашей эры на территории современного Черноморского побережья Румынии (Малая Скифия) возникли греческие колонии. К III веку до нашей эры относится возникновение государств даков.
В конце I — начале II века нашей эры Дакия была завоёвана римлянами, здесь шла добыча золота и переселение колонистов. К этому времени относятся начало интенсивной романизации и зарождение балканской латыни.
В 270-х годах после восстаний римляне были вынуждены отступить за Дунай.
В период «великого переселения народов» Дакия была опустошена мигрирующими племенами готов, вандалов, гуннов и ряда других. В VI веке на территории современной Румынии начали селиться славяне.

### Средневековье

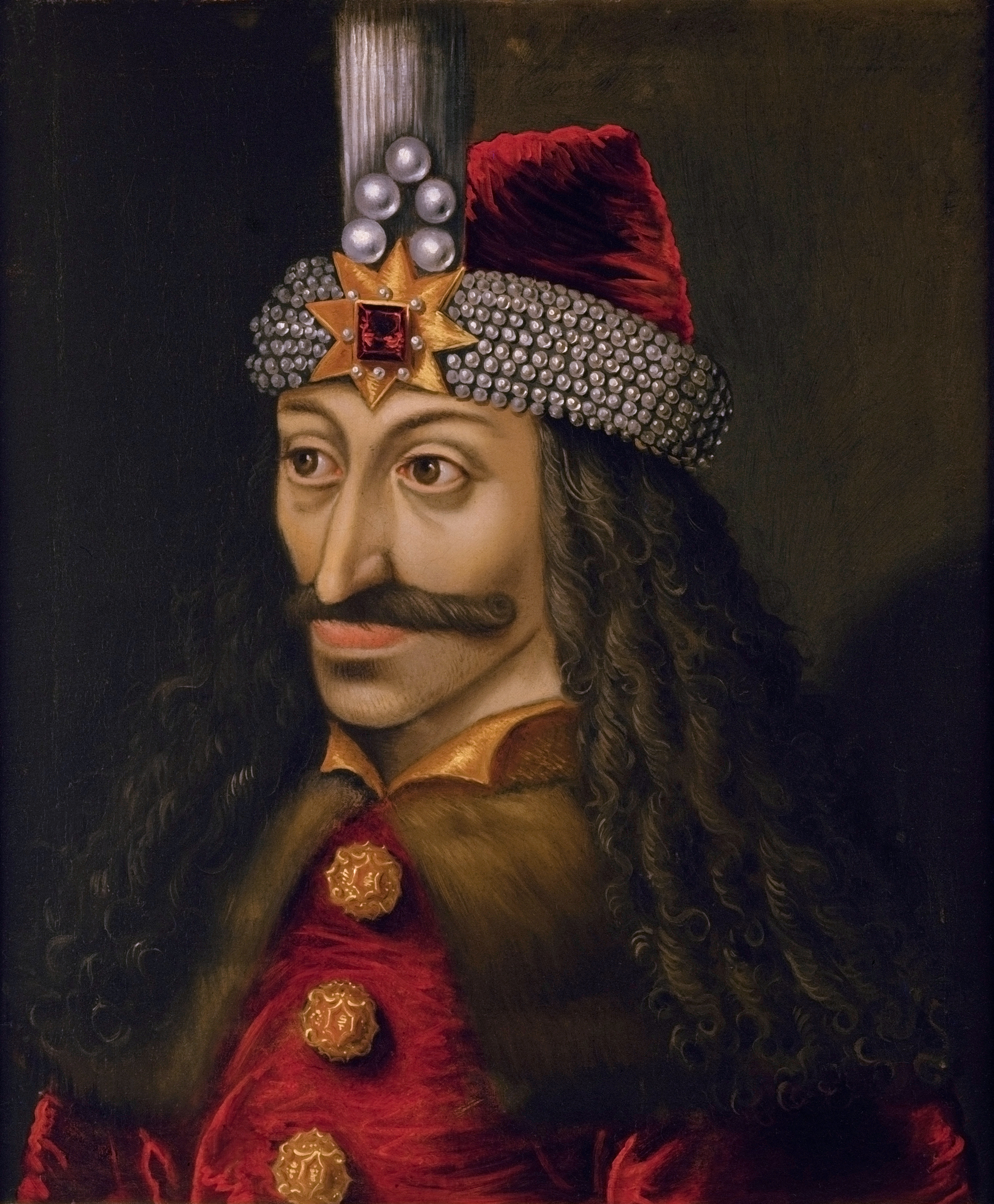
Влад III Цепеш, также известный как Влад Дра́кула

В средние века румыны проживали на территории 3 княжеств: Валахии, Молдавии и Трансильвании.
С XI века Трансильвания обладала автономией в составе Венгерского королевства, а в XVI веке стала самостоятельным княжеством и оставалась им до 1711 года, когда была включена в состав Австрийской монархии.
В 1526 году в ходе битвы при Мохаче венгерские войска были разгромлены, после чего Валахия, Молдавия и Трансильвания попали под вассалитет Османской империи, при этом сохраняя внутреннюю автономию до середины XIX века. Для этого периода характерно постепенное отмирание феодальной системы. Среди правителей территорий в это время наиболее выделяются Стефан III Великий, Василий Лупу и Дмитрий Кантемир в Молдавии; Матей Басараб, Влад III Цепеш (Дракула) и Константин Брынковяну в Валахии; Янош Хуньяди и Габор Бетлен в Трансильвании.
В 1600 году Валахия, Молдавия и Трансильвания ненадолго были объединены под властью Михая Храброго, но в 1601 году Михай был убит, и реальную власть в Валахии и Молдавии захватило проосмански настроенное боярство. Весь XVII век характеризуется боярской раздроблённостью и междоусобицами.

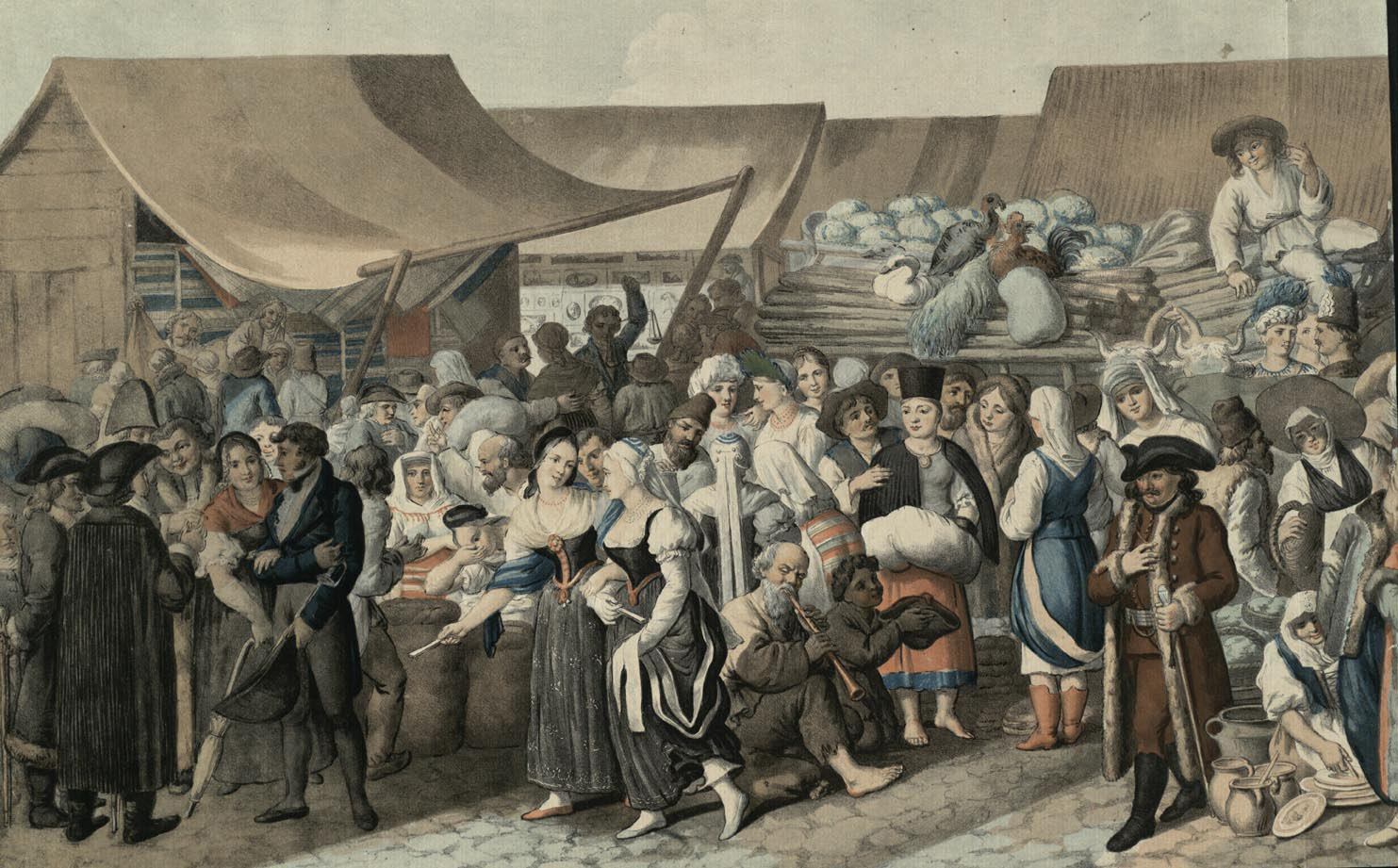
Княжество Трансильвания, 1818

В начале XVIII века в союзе с Россией правители Валахии и Молдавии пытались избавиться от османского господства, но Прутский поход Петра I из-за предательства валашского господаря Константина Брынковяну окончился неудачей, и закабаление территорий Османской империей усилилось.

### Румынское государство

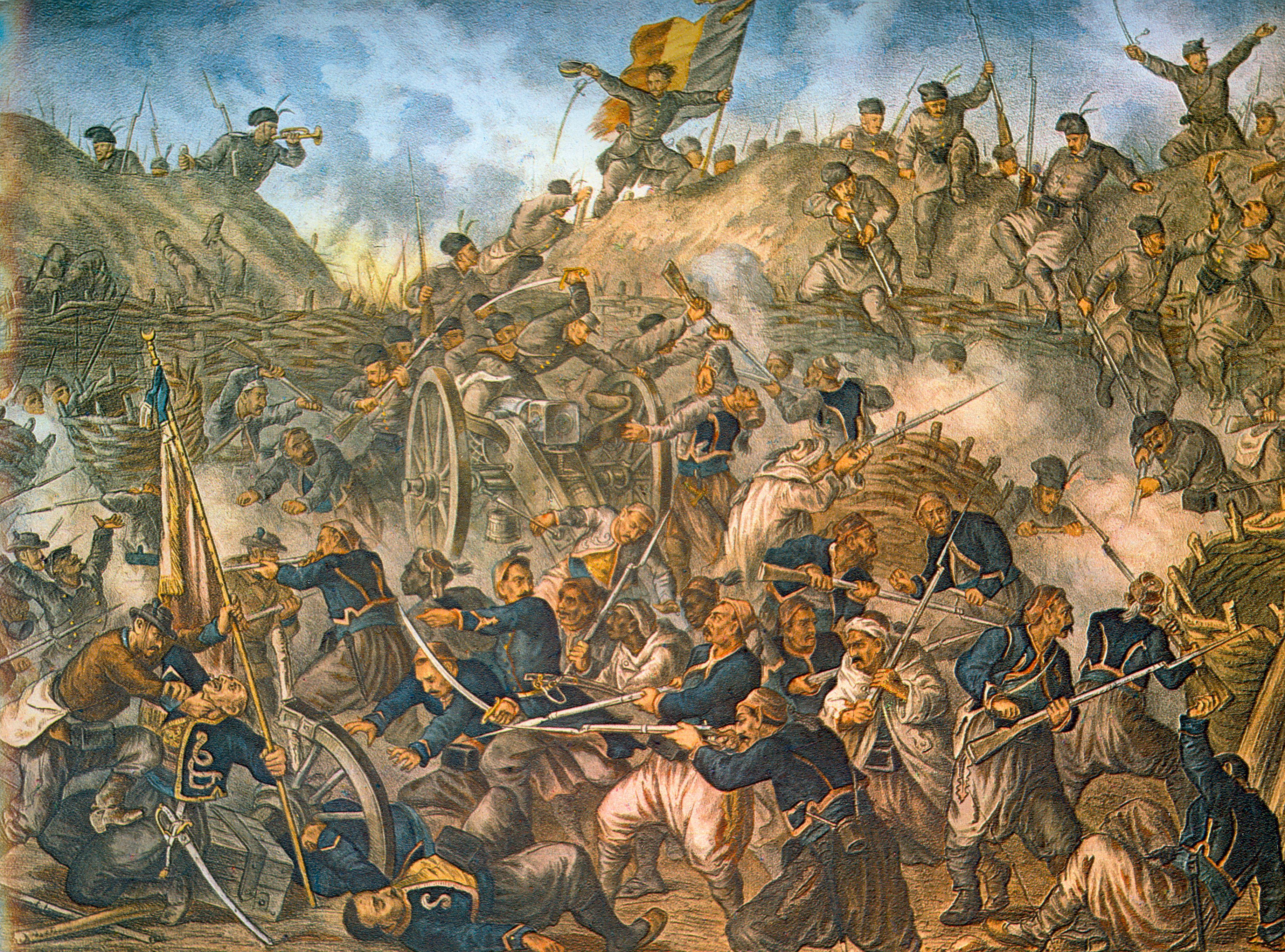
Война за независимость Румынии (1877—1878)

Исторический процесс создания государства Румыния начался на вассальных Османской империи землях Соединённых княжеств Молдавии и Валахии в 1859 году, в результате объединения двух княжеств — Молдавии и Валахии, путём избрания господарем обоих княжеств Александра Кузы, объявившего себя князем объединённой страны. Освобождение крестьян и другие проекты реформ вызвали сильную оппозицию политики князя среди ультраконсервативной партии. В результате заговора, который, в свою очередь, привёл к дворцовому перевороту пропрусского и проосманского боярства против своего господаря, Куза был свергнут, а престол перешёл к прусскому ставленнику из швабской ветви Гогенцоллернов — Каролю I (Карл Гогенцоллерн-Зигмаринген). Ещё одна область современного румынского государства — Трансильвания — находилась тогда в составе Австро-Венгрии.
Впервые независимость Соединённых княжеств Молдавии и Валахии провозглашена 21 мая (9 мая) 1877 года с объявлением этих земель «Княжеством Румыния» в связи с началом русско-турецкой войны; приняв участие в этой войне, Румыния, по итогам Берлинского договора, получила северную Добруджу с Констанцой взамен вновь занятых Россией южных районов Бессарабии (Буджак). Как независимое государство Румыния была признана в Сан-Стефанском и Берлинском договорах. Период с 1878 по 1914 год характеризуется относительной стабильностью. В 1881 году на основе Соединённых княжеств было сформировано королевство Румыния во главе с Каролем I.

### Первая мировая война
Во время Первой мировой войны Румыния вначале придерживалась нейтралитета, но затем вступила 28 августа 1916 года на стороне Антанты под влиянием побед русской армии.
15 (28) августа 1916 года румынские войска вошли в Трансильванию. Поначалу для Румынии наступление складывалось успешно, но быстро сказались проблемы с тыловым обеспечением, а после переброски немецких войск с Западного фронта ситуация резко осложнилась. Войска Центральных держав довольно быстро разгромили относительно слабую румынскую армию и к концу 1916 года оккупировали Добруджу и всю Валахию, включая столицу — Бухарест. Королевская семья, правительство и парламент переехали в Яссы. Армия и значительная часть гражданского населения отступили в Молдову.
От поражения Румынию спасла Российская империя, которая для её поддержки выделила армию, тем самым расширив Восточный фронт до Чёрного моря. Активные военные действия на его румынском участке были возобновлены только летом 1917 года, когда румынской армии удалось отвоевать у противника небольшую территорию на юго-западе Молдовы, однако революционные события 1917 года в России привели к тому, что русские части всё чаще отказывались воевать. После Октябрьской революции Россия подписала перемирие с Центральными державами, и Румыния оказалась окружена со всех сторон войсками противника. Поэтому в конце года правительство Румынии пошло на заключение перемирия (подписано в Фокшанах 26 ноября/9 декабря 1917 года). А после Брестского мира, после которого Россия окончательно вышла из войны, военная ситуация для Румынии стала безнадёжной, так что она вынуждена начать переговоры о сепаратном мире, который и был заключён 24 апреля/7 мая 1918 года (Бухарестский мирный договор).

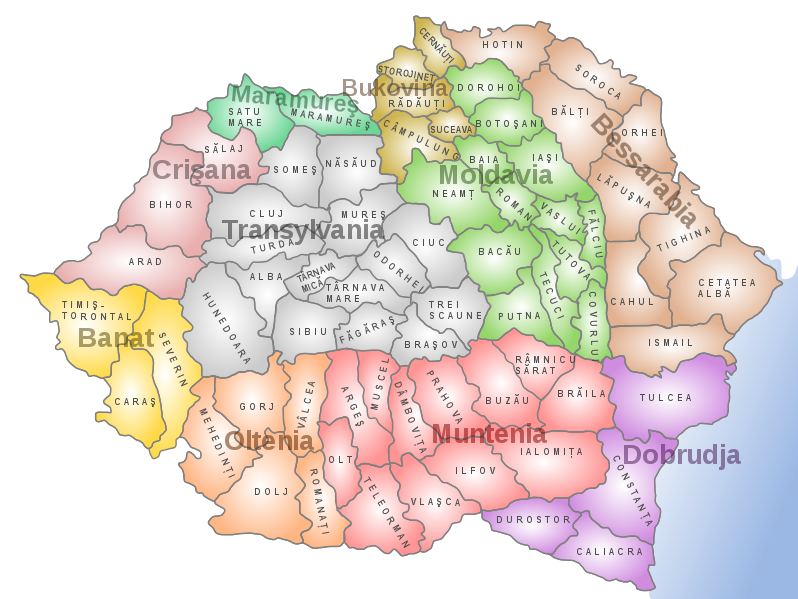
Административная карта Румынского королевства в 1930 году

Успехи Антанты на Западном фронте и на Балканах осенью 1918 года привели к изменению соотношения сил, что позволило Румынии повторно вступить в войну 10 ноября 1918 года.
В результате войны Румыния приобрела Трансильванию, Буковину и присоединила Бессарабию, которая ранее была Бессарабской губернией России. B 1917 году Сфа́тул Цэ́рий (рум. Sfatul Ţării «Совет края, Совет страны») — прорумынский орган государственной власти в Бессарабии (ранее часть Молдавского княжества) — провозгласил Молдавскую Народную Республику, с 27 марта 1918 года — Молдавскую Демократическую Республику и проголосовал за присоединение Бессарабии к Румынии.

### Между двумя мировыми войнами
После Первой мировой войны в стране провозглашена парламентская демократия.

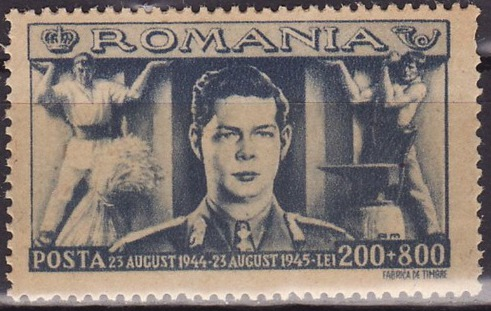
Марка с изображением короля Румынии Михая l

В апреле 1938 года парламент был распущен и была установлена королевская диктатура.
В конце июня — начале июля 1940 года советские войска, согласно пакту Молотова — Риббентропа, заняли Бессарабию и Северную Буковину.
По решению второго Венского арбитража, проведённого Германией и Италией 30 августа 1940, Румыния передала Венгрии Северную Трансильванию. Южная Трансильвания осталась в румынских руках.
7 сентября 1940 года Румыния уступила Болгарии регион Южная Добруджа и обе участницы договора согласились провести обмен населением (меньшинствами) на прилегающих к новой границе территориях. Это произошло в результате Крайовского мирного договора.

### Вторая мировая война

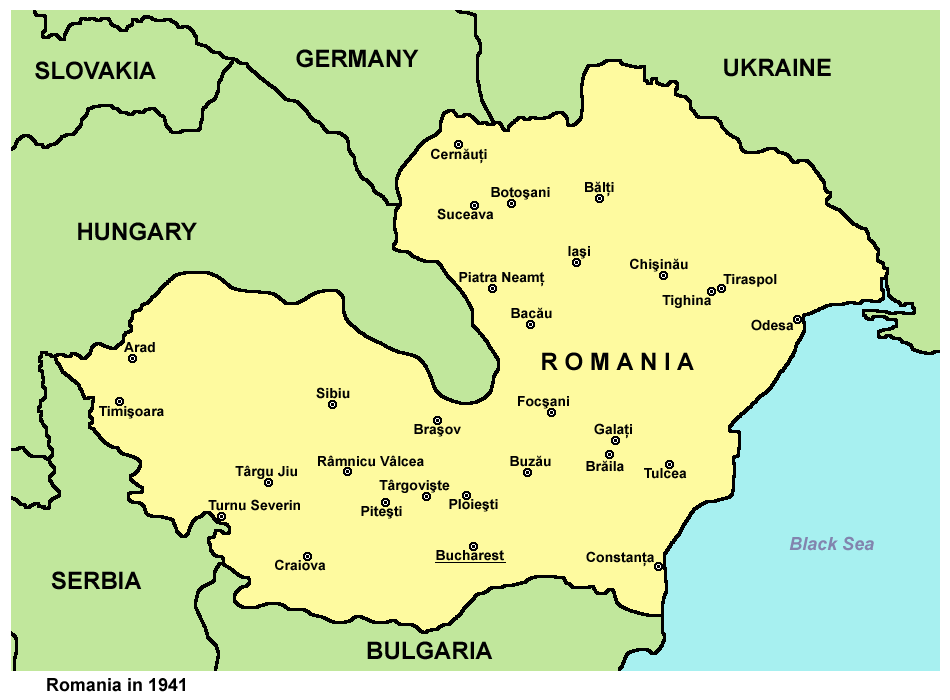
Румыния в 1941 году

Во время Второй мировой войны Румыния была союзницей нацистской Германии. Румынские войска участвовали в войне против СССР. Из занятых Румынией советских территорий были созданы три новые провинции: Бессарабия, куда вошли правобережная часть Молдавской ССР, Измаильская область, Транснистрия, куда вошли левобережная часть МССР и части Одесской, Николаевской и Винницкой областей Украинской ССР, и Буковина, образованная румынскими властями на территории оккупированной Черновицкой области Украинской ССР СССР.
До 1944 года на территории страны находился ограниченный воинский контингент вермахта. Немецкие части противовоздушной обороны создали сильную систему ПВО для защиты нефтяных полей региона Плоешти от воздушного нападения авиации антигитлеровской коалиции.
Регион Плоешти на протяжении всей войны являлся основным поставщиком нефти для экономики Третьего германского рейха и неоднократно подвергался воздушным бомбардировкам союзников антигитлеровской коалиции и обстрелам с моря боевыми кораблями советского ВМФ.
В августе 1944 года король Михай I, объединившись с антифашистской оппозицией, приказал арестовать Антонеску и пронемецких генералов и объявил войну Германии. В Бухарест после того были введены советские войска, и союзная румынская армия вместе с советской сражалась против гитлеровской коалиции на территории Венгрии, а потом в Австрии.
После Второй мировой войны Румыния попала в сферу влияния СССР, в стране установилась советская система законодательной власти, но допускалась контролируемая демократия на выборах в местные органы власти.

### Послевоенный период

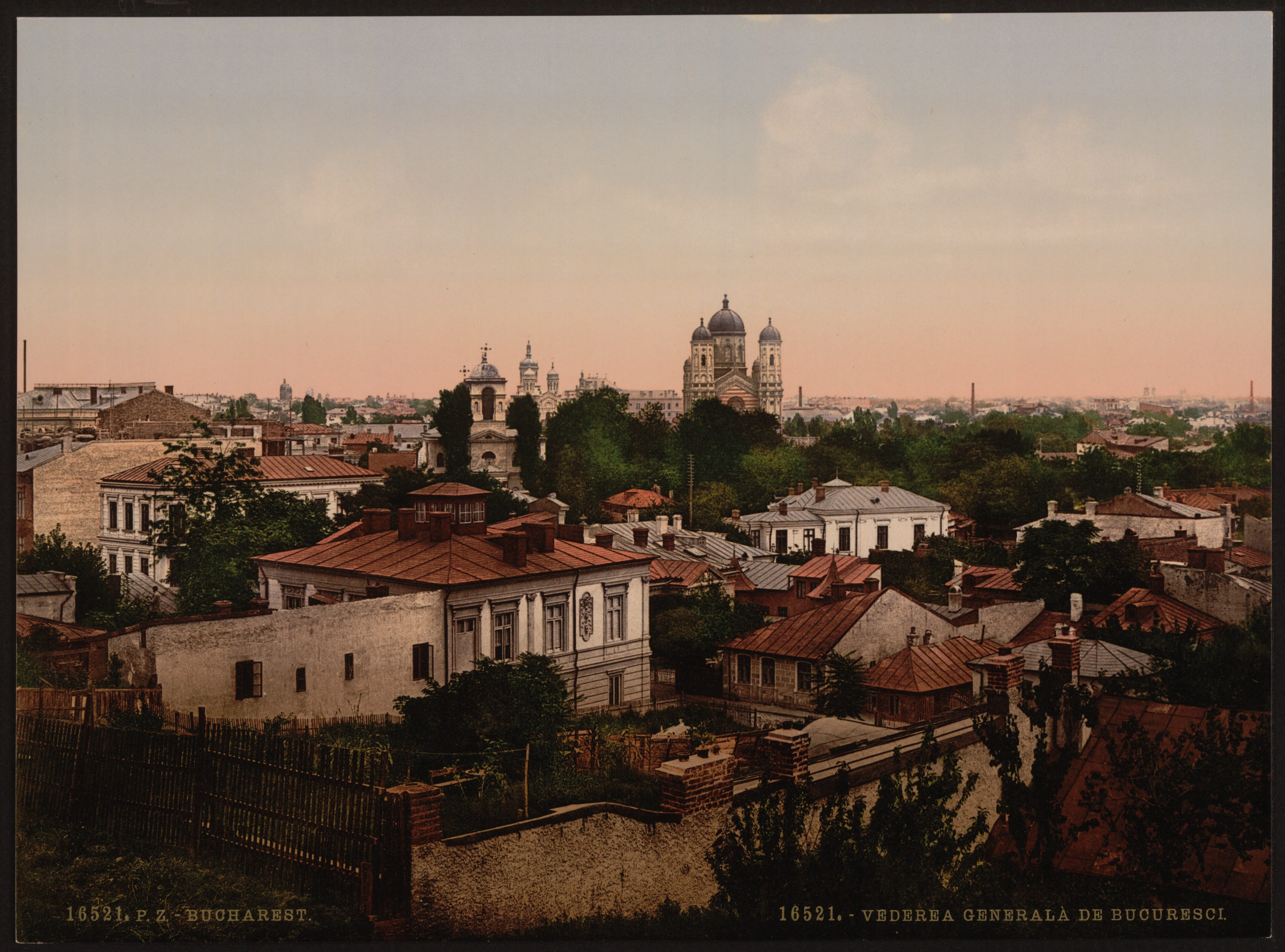
Старый снимок Бухареста

Мирные договоры с Румынией подписаны в 1947 году СССР, Великобританией, США, Австралией, Белорусской ССР, Чехословакией, Индией, Новой Зеландией, Украинской ССР, Южно-Африканским Союзом, а также Канадой. Договоры установили границы Румынии по состоянию на 1 января 1938 (решения Венских арбитражей 1938 и 1940 объявлены несуществующими); границы Румынии устанавливались по состоянию на 1 января 1941, за исключением румыно-венгерской границы, которая была восстановлена по состоянию на 1 января 1938 (эта граница менялась в соответствии с решениями Венского арбитража 1940) и острова Змеиного, переданного Украинской ССР.
Политические постановления договоров совпадают, в основном, с соответствующими постановлениями мирного договора 1947 с Италией (роспуск фашистских организаций, восстановление свобод, демократии и т. д.). Военные постановления договоров регулируют вопросы о составе вооружённых сил этих государств. Договоры установили объём репараций, выплачиваемых Румынией. Румыния обязалась выплачивать репарации Советскому Союзу. Было признано право подвергшихся агрессии стран на реституцию имущества, вывезенного с их территории, а также право Советского Союза на все германские активы в Румынии (позже Советский Союз, содействуя экономическому развитию Румынии, отказался от значительной части компенсаций за нанесённый ему ущерб).
В 1947 году Михай I, несмотря на общественную поддержку, был вынужден отречься от престола. Румыния была провозглашена народной республикой. В 1948 году начаты социалистические реформы, была проведена национализация частных фирм и коллективизация сельского хозяйства.
С 1944 по 1958 в стране находились советские войска. Этот период в посткоммунистической румынской историографии был назван Советской оккупацией.

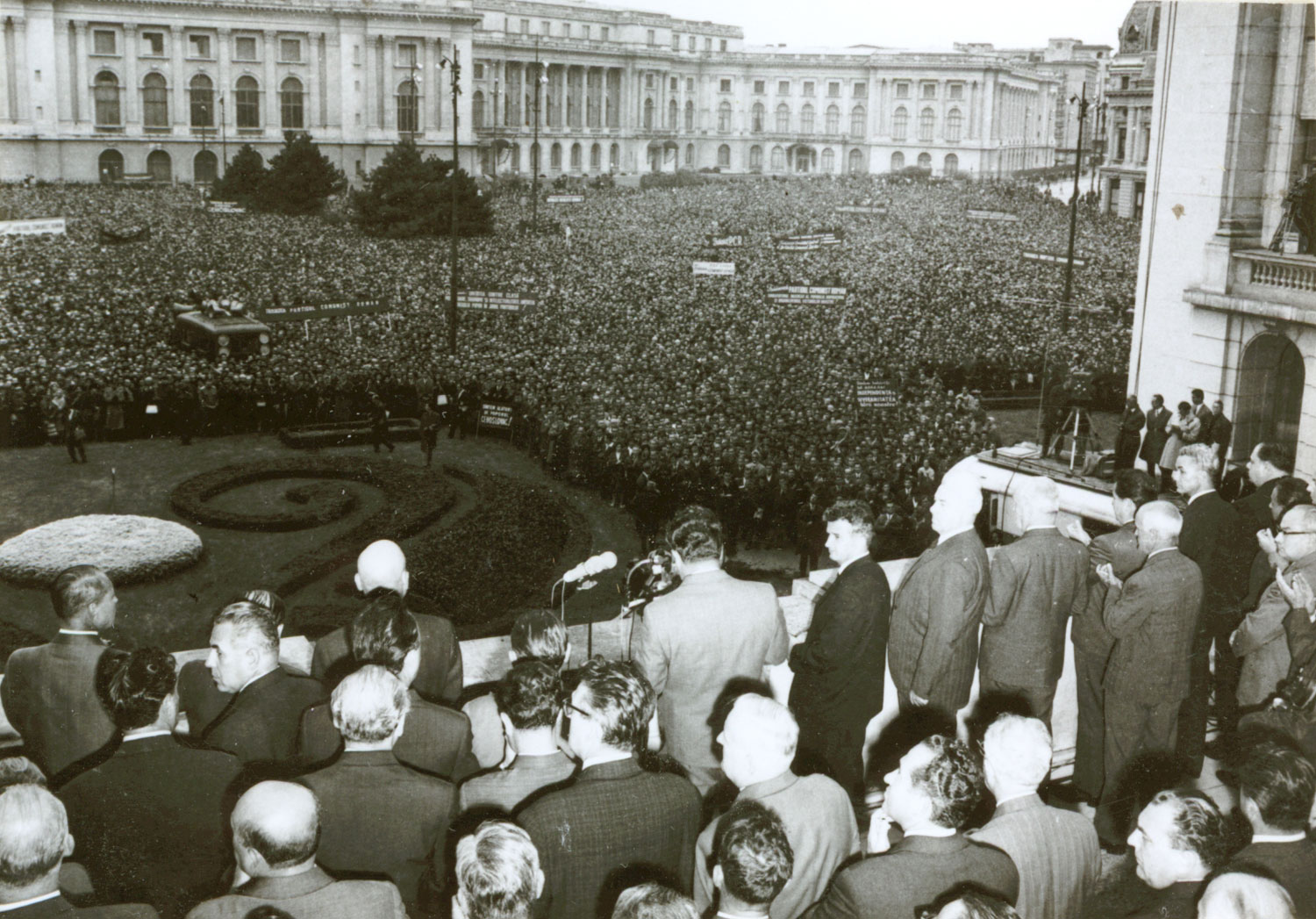
Николае Чаушеску на митинге против ввода советских войск в Чехословакию

В 1965 году к власти пришёл Николае Чаушеску, который проводил более самостоятельную политику. В частности, он осудил ввод советских войск в Чехословакию в 1968 году, продолжал дипломатические отношения с Израилем после Шестидневной войны 1967 года, установил дипломатические и экономические отношения с Федеративной Республикой Германии. 1973, после государственного переворота в Чили, Румыния и КНР являлись единственными социалистическими странами, которые не разорвали дипломатические отношения с Чили. В 1974 году Бухаресту был предоставлен режим наибольшего благоприятствования в торговле с США. Однако в период с 1977 по 1981 год внешний долг Румынии возрос с 3 до 10 миллиардов долларов, в результате чего возросло влияние таких международных организаций, как Международный валютный фонд и Всемирный банк. Политика жёсткой экономии, а также начало перестройки в СССР привели к росту недовольства политикой Чаушеску.

### Постсоциалистическая Румыния
В декабре 1989 года произошла Румынская революция, в результате которой Чаушеску был свергнут и расстрелян, а власть перешла в руки Фронта национального спасения; был создан временный парламент — Совет национального единства.
В мае 1990 года прошли первые свободные президентские и парламентские выборы. С 1990 года президентский пост в течение трёх сроков (с перерывом в 1996—2000) занимал Ион Илиеску, ушедший в отставку в 2004 году. За это время в стране удалось преодолеть последствия кризиса середины 1990-х годов, а главной целью своей политики правительство провозгласило присоединение к ЕС в 2007 году вместе с Болгарией.
29 марта 2004 года Румыния вступила в НАТО, 1 января 2007 года — в ЕС. С 31 марта 2024 года государство-участник Шенгенской зоны.

## Население

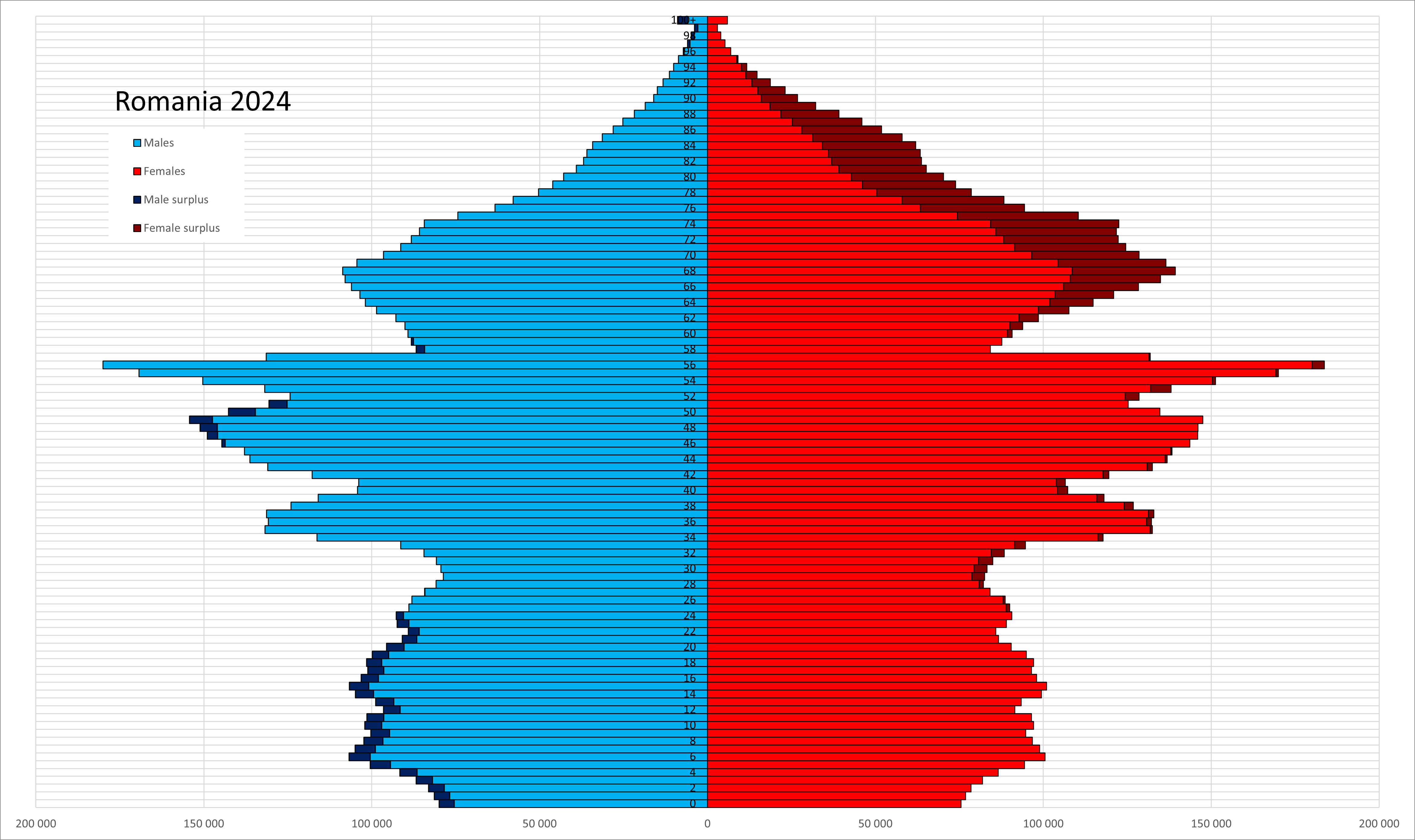
Возрастно-половая пирамида населения Румынии на 2024 год

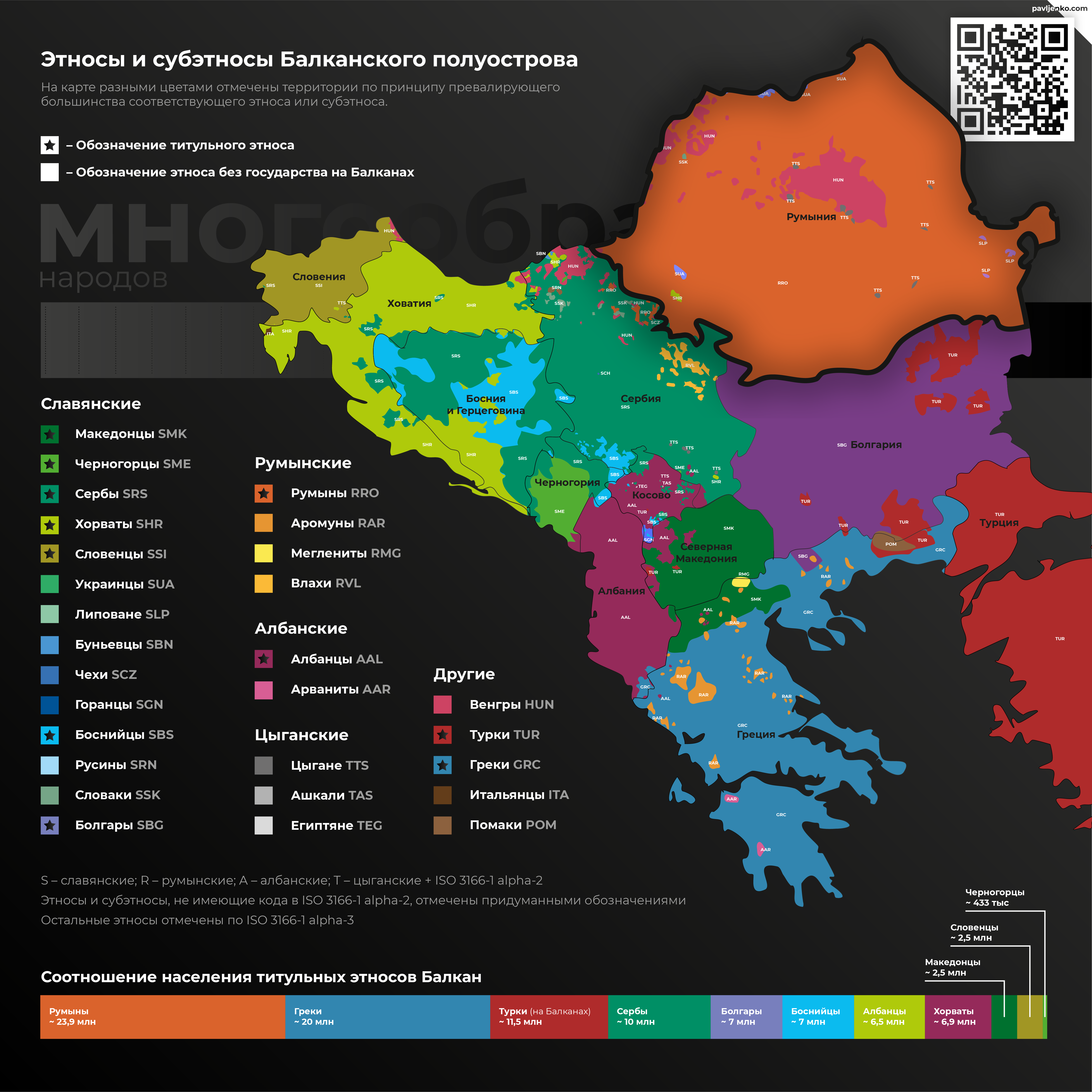
Румыния на этнической инфографике народов Балканского полуострова

Динамика численности населения Румынии

Население Румынии на 2022 год — 19 038 098 чел.; по численности она занимает девятое место в Европе.
Как и в других странах восточноевропейского региона, в стране наблюдается сокращение численности населения. Рождаемость составляет 10,5 на 1000 человек, смертность — 12 на 1000 человек.

### Национальный состав

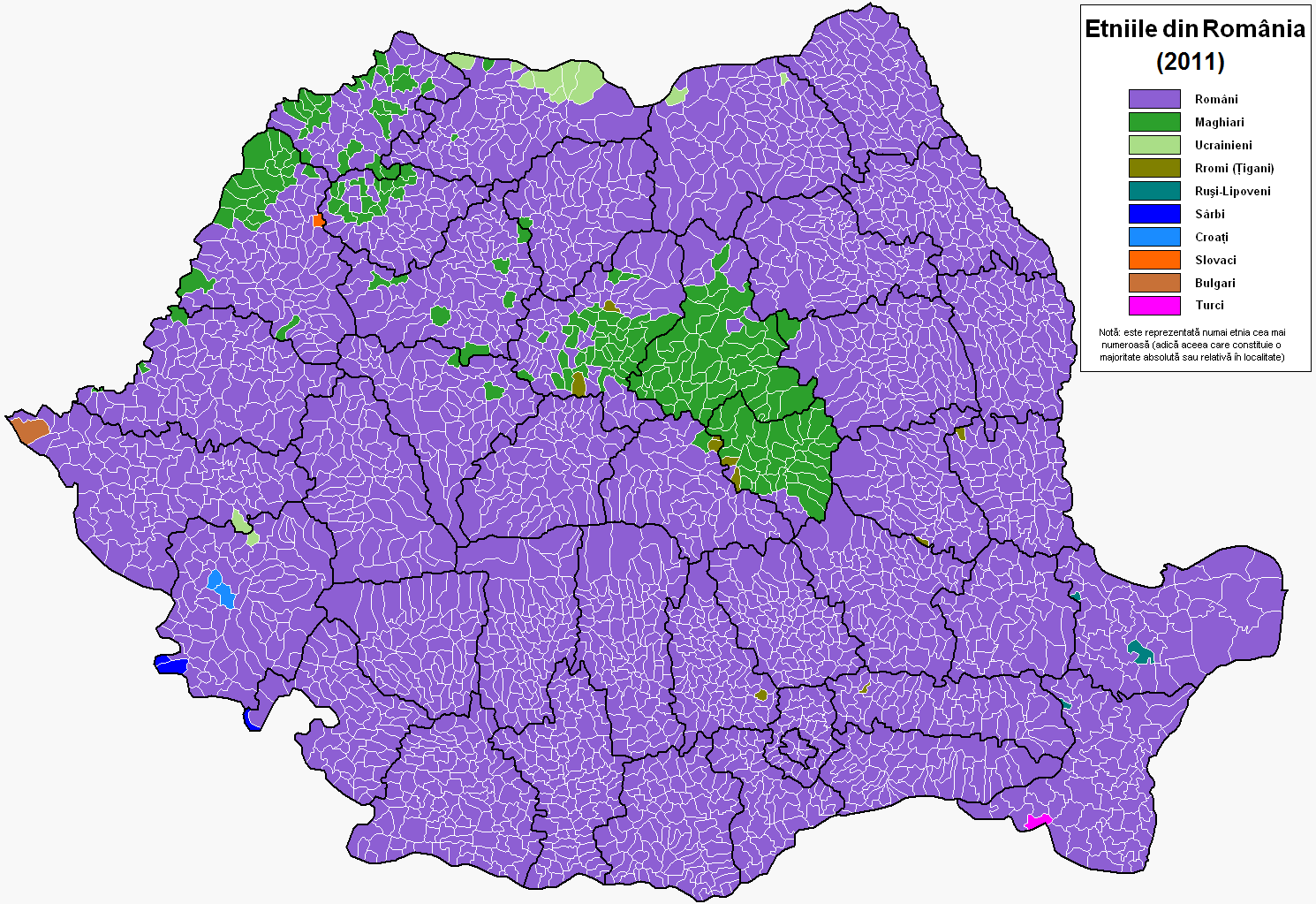
Этническая карта Румынии

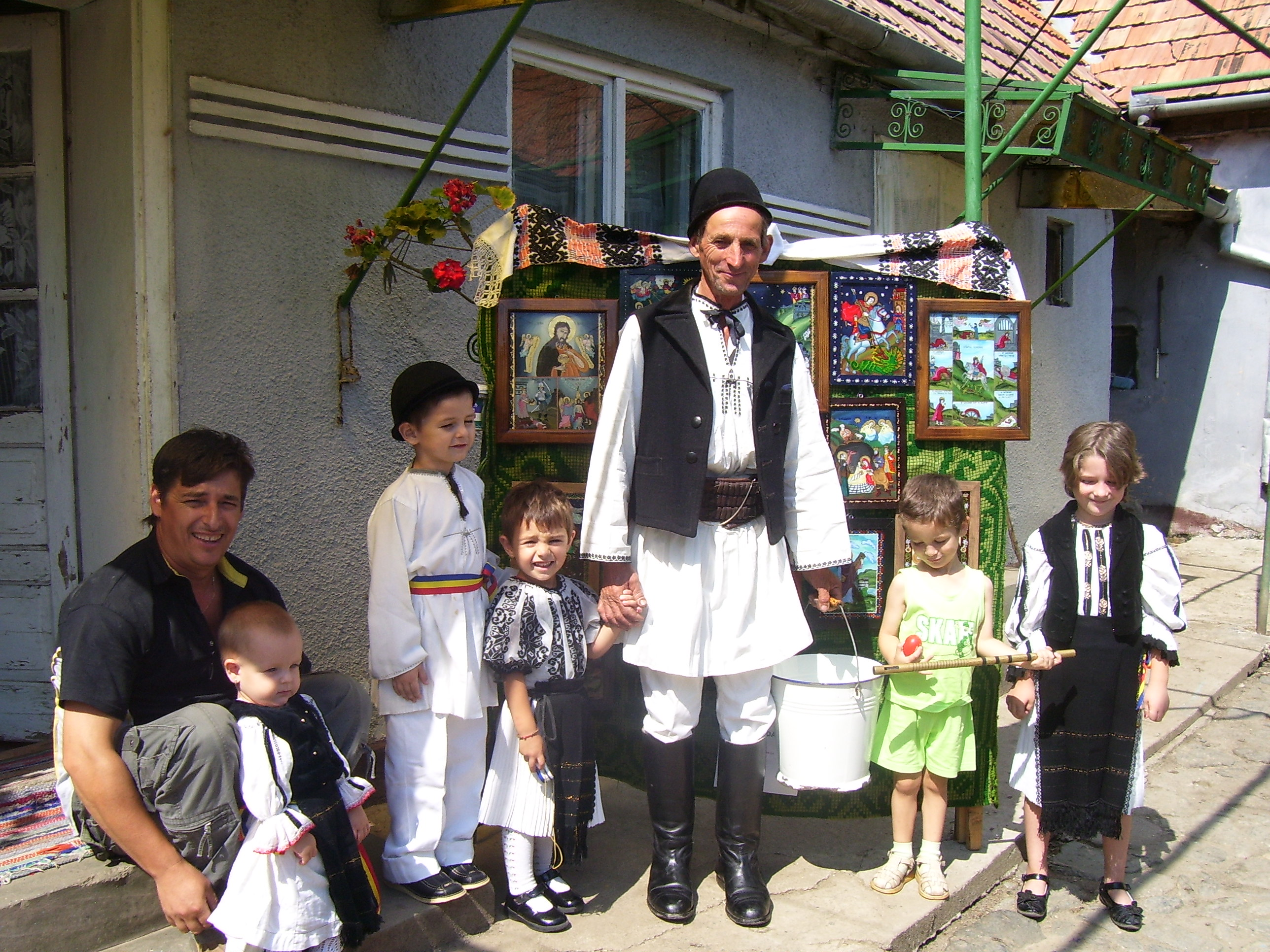
Румыны

Большинство жителей Румынии — румыны (90 %, по данным переписи 2002 года). Венгры занимают второе место по процентному соотношению среди общего числа населения и составляют большинство в жудецах Харгита и Ковасна. Общая численность венгров в стране — 1,4 млн человек (6,6 % населения страны, или 19,6 % населения Трансильвании).
В стране также проживают цыгане (535 140 человек, 2,5 %), украинцы (61 098 человек, 0,3 %), немцы (59 764 человек, 0,3 %), липоване (русские) — (35 795 человек, 0,2 %), гагаузы (45 000 человек), турки (32 098 человек, 0,2 %), крымские татары (23 935 человек, 0,2 %), сербы (22 561 человек, 0,1 %), словаки (17 226 человек, 0,08 %).

#### Языки
Официальным языком Румынии является румынский язык, родной для 90 % населения; это один из романских языков, развившихся из латыни.
Второй по распространённости язык в стране — венгерский, родной для 6,8 % населения. Диалекты венгерского языка Румынии (например, диалект чангошей) отличаются от того языка, на котором говорят в Венгрии. В 2007/2008 учебном году работало 1003 заведения на уровне дошкольного образования с обучением венгерскому языку; детские сады с обучением венгерскому языку посещали 41 тыс. детей. В шести заведениях начального образования венгерскому языку обучались 47,6 тыс. детей, в 531 гимназии и 398 гимназических отделениях ему обучались 44 697 учеников.

### Религия
В Румынии нет официальной религии, однако подавляющее большинство населения — православные христиане.
- 86,8 % — Румынская православная церковь;
- 6 % — протестанты;
- 4,7 % — католики;
- 2,4 % — другие (в основном, мусульмане).

## Административное деление

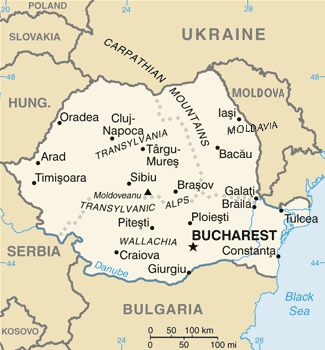
Карта Румынии

Румыния разделена на 8 регионов развития, которые непосредственно не являются административными единицами, а служат для координации регионального развития. Регионы развития разделены на 41 жудец (уезд) и 1 муниципий (муниципий Бухареста приравнен к жудецу). Жудецы разделены на 2686 коммун (в сельской местности) и 256 муниципиев. Коммуны и муниципии являются минимальными административными единицами Румынии. Коммуны разделены на сёла, не имеющие собственной администрации и не являющиеся административными единицами. Всего в Румынии 13092 села.
Исключением в административной структуре Румынии является муниципий Бухарест, который, в отличие от остальных муниципиев, является административной единицей второго уровня. Бухарест разделён на 6 секторов, в каждом из которых есть собственная администрация.
Административное деление Румынии соответствует стандарту NUTS следующим образом:
- Уровень NUTS 1: Румыния;
- Уровень NUTS 2: 8 регионов развития (население каждого — около 2.8 миллионов человек);

- Уровень NUTS 3: 41 жудец и 1 муниципий (Бухарест);

- Уровень NUTS 4: не используется;
- Уровень NUTS 5: 256 городов и 2686 коммун.

## Политический строй

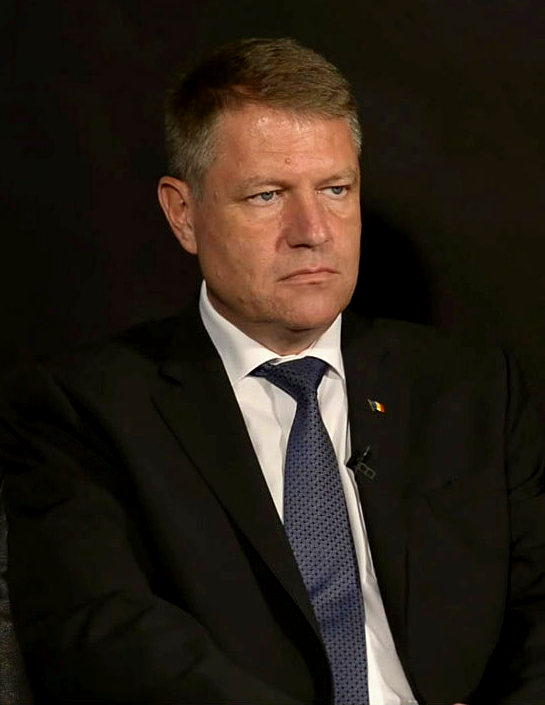
Клаус Йоханнис

Действующая Конституция Румынии была принята в ноябре 1991 года и одобрена на всенародном референдуме в декабре того же года. Согласно Конституции, Румыния является унитарным государством с республиканской формой правления.
Главой государства является президент, избираемый населением на 5 лет. С 2014 по 2025 год президентом Румынии являлся Клаус Йоханнис. Пост президента c 19 мая 2025 года занимает Никушор Дан.

### Законодательная власть
Законодательная власть в стране осуществляется двухпалатным парламентом, состоящим из Сената (Senat, 176 мест) и Палаты депутатов (Camera Deputaţilor, 412 мест).
Сенаторы избираются по пропорциональной системе.
412 членов Палаты депутатов избираются по пропорциональной системе с пятипроцентным заградительным барьером для политических партий и восьмипроцентным — для блоков, а остальные места зарезервированы для представителей национальных меньшинств.
Срок полномочий депутатов парламента — 4 года.
Последние парламентские выборы в Румынии прошли 1 декабря 2024 года.
Председатель Сената — Илие Боложан (с 12 февраля по 26 мая 2025 года — одновременно и.о. Президента Румынии).
Председатель Палаты депутатов — Чиприан-Константин Щербан.

### Судебные органы
Орган конституционного надзора — Конституционный суд (Curtea Constituțională); высшая судебная инстанция — Высший кассационный суд юстиции (Înalta Curte de Casație și Justiție); суды апелляционной инстанции — апелляционные суды (Curțile de apel din România); суды первой инстанции — трибуналы (Tribunal); низшее звено судебной системы — юдикатории (Judecătorie); высший орган прокурорского надзора — Прокуратура Высшего кассационного суда юстиции (Parchetul de pe lângă Înalta Curte de Casație și Justiție), состоящий из генерального прокурора Высшего кассационного суда юстиции, первого помощника (prim-adjunct), помощника (adjunct) и трёх советников (consilieri); орган по борьбе с коррупцией — Национальная антикоррупционная дирекция (Direcția Națională Anticorupție) при прокуратуре и Генеральная антикоррупционная дирекция (Direcția Generală Anticorupție) при Министерстве внутренних дел и административной реформе.

### Политические партии и общественные организации

#### Правые
- «Альянс за объединение румын» (Alianța pentru Unirea Românilor, AUR) — национал-популистская евроскептическая партия;
- «Великая Румыния» (Partidul România Mare) — националистическая партия;
- «Христианско-демократическая национал-цэрэнистская партия» (Partidul Național Țărănesc Creștin Democrat) — христианско-демократическая партия;
- «Демократическая либеральная партия» (Partidul Democrat-Liberal) — либерально-демократическая партия;
- «Новая республика» (Noua Republică) — либерально-консервативная партия;
- «Консервативная партия» (Partidul Conservator) — социал-консервативная партия.

#### Центристские
- «Национальная либеральная партия» (Partidul Național Liberal) — либеральная партия;
- «Зелёная партия Румынии» (Partidul Verde) — экологическая партия;
- «Демократический союз венгров Румынии» (венг. Romániai Magyar Demokrata Szövetség) — партия защиты венгерского населения.

#### Левые
- «Социал-демократическая партия Румынии» (Partidul Social Democrat) — социал-демократическая партия;
- «Национальный союз за прогресс Румынии» (Uniunea Națională pentru Progresul României) — левоцентристская партия из бывших членов СДП и НЛП;
- «Народная партия — Дан Дьяконеску» (Partidul Poporului — Dan Diaconescu) — лево-националистическая партия;
- «Партия социалистической альтернативы» (Partidul Alternativa Socialistă) — коммунистическая партия.

#### Профессиональные союзы
Крупнейший профцентр — «Национальная конфедерация профсоюзов Румынии — Братство».

### Политическая ситуация

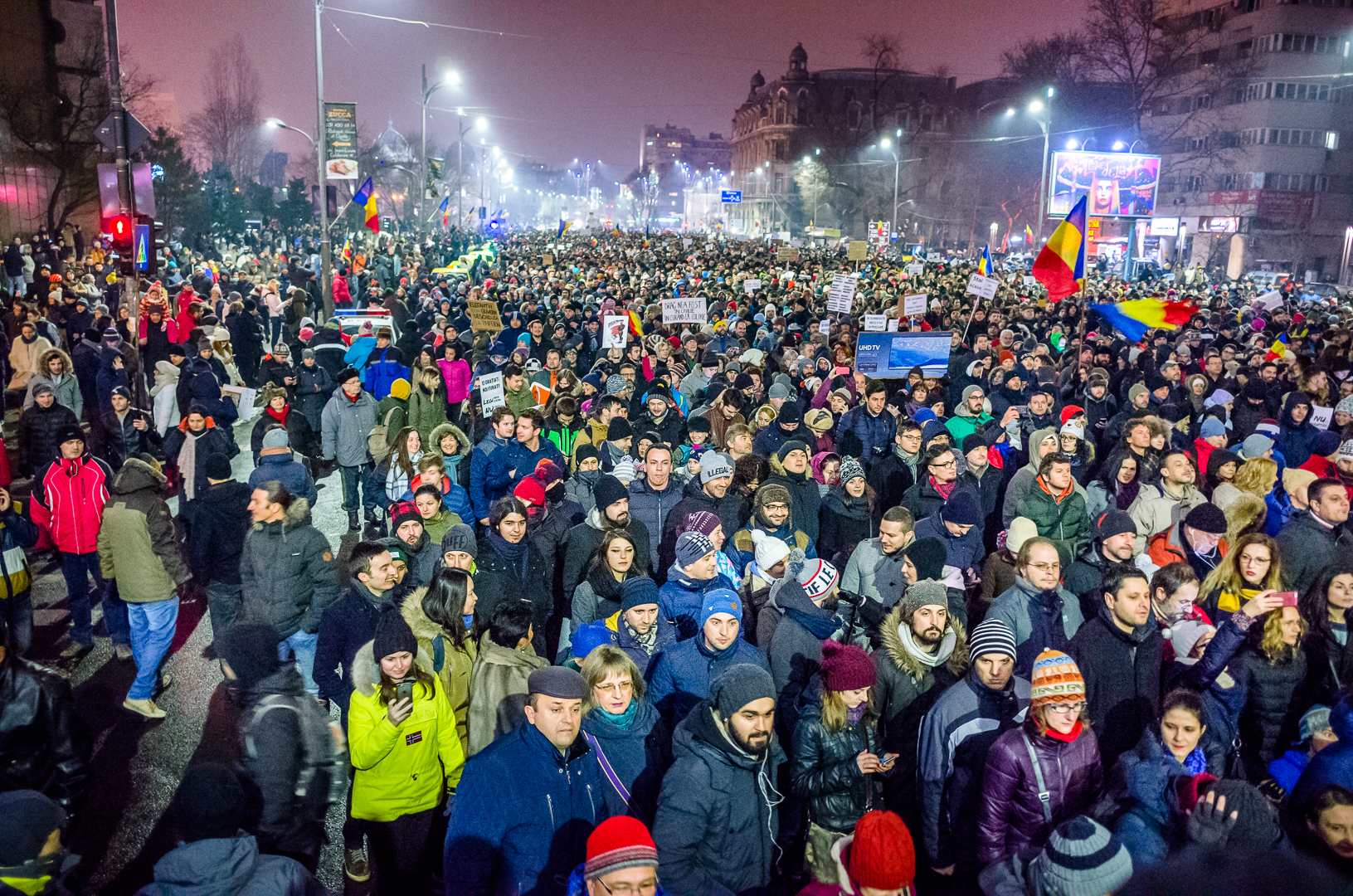
Протесты в Румынии (2017)

6 декабря 2009 года в Румынии прошёл второй тур президентских выборов, на которых с минимальным преимуществом победил Траян Бэсеску (50,33 % голосов). Его соперник, один из лидеров Социал-демократической партии Румынии Мирча Джоанэ, оспорил результаты выборов в Конституционном суде.
Бэсеску, поддерживаемый правоцентристским альянсом «Справедливость и правда», стал президентом в 2004 году, получив 51,23 % голосов. Его соперником был председатель правящей Социал-демократической партии 54-летний Адриан Нэстасе. Президентские выборы были признаны самыми ожесточёнными со времён падения коммунистического режима в 1989 году.
Кандидат от демократического альянса «Справедливость и правда» 53-летний мэр Бухареста Траян Бэсеску — бывший капитан дальнего плавания, занимавший также пост министра транспорта в нескольких правительствах — порицал власть за слишком медленное проведение либеральных реформ.
Взаимоотношения с Молдовой — несколько напряжённые, так как страны не имеют договора о границе друг с другом. В ноябре 2013 года Траян Бэсеску заявил о желании создать единое государство с Молдовой, однако премьер-министр Молдовы Юрий Лянкэ в ответ на это заявил, что Молдавия не готова к объединению с Румынией.

## Экономика
По состоянию на октябрь 2024 года средний размер оплаты труда в Румынии составляет 8612 лей (€1731,37, брутто), и 5268 лей (€1059,09, нетто). С 1 января 2025 года минимальный размер оплаты труда брутто составляет 4050 лей (€814,22), а нетто 2574 лей (€517,48).

### Общее состояние, основные показатели

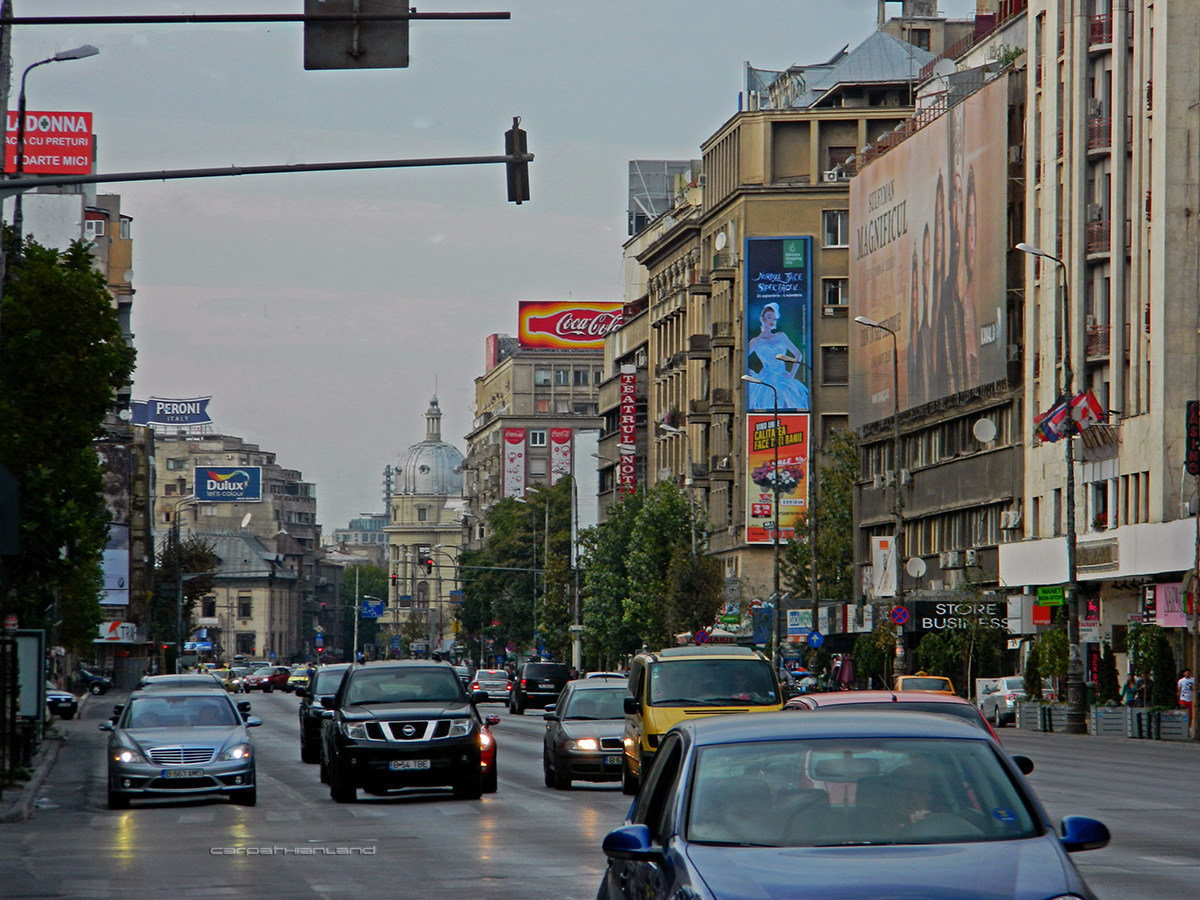
Бухарест

Преимущества. Запасы нефти, успешно перешла к стабильной рыночной экономике. Низкая инфляция (3,2 %). Страна — член единого рынка ЕС. Относительно высокие темпы экономического роста (выше среднего по ЕС), и низкий государственный долг (ниже среднего по ЕС). Ещё относительно дешёвая, и хорошо образованная, в сравнении со странами ЕС, рабочая сила. В условиях резкого падения уровня безработицы и усиления дефицита рабочей силы, рост заработной платы по состоянию на 2019 год не сдерживается замедлением темпов экономического роста.
Слабые стороны. Скудная сырьевая база. Сильная коррупция. Медленно продвигающиеся рыночные реформы. Малый объём инвестиций в инфраструктуру и НИОКР. Самая большая проблема (как и в других странах новых членов ЕС), увеличивающийся с каждым годом дефицит трудоспособной рабочей силы, и рост количества пенсионеров, в связи с низкой рождаемостью и высокой эмиграцией населения в другие, более богатые, страны ЕС, что в свою очередь заставляет работодателей больше платить своим работникам, тем самым искусственно повышая зарплаты, что приводит к дисбалансу между производительностью и размером заработной платы.
Одна из крупнейших отраслей экономики — нефтедобыча, значительную долю рынка занимает «Rompetrol», однако запасы нефти незначительны и её добыча постоянно уменьшается.
Один из самых крупных производителей нефтегазового оборудования (80 % производства всего нефтегазового оборудования) — «завод Упетром — 1 Мая» в (г. Плоешти); в 2008 г. заводу исполнилось 100 лет со дня основания.
С середины 2000-х годов потребление нефти Румынией примерно вдвое превышает её собственное производство, это соотношение касается и импорта—экспорта нефти.
В Румынии есть запасы и производится добыча природного газа, однако в последние годы страна вынуждена импортировать газ, чтобы удовлетворить свои потребности.
Ведущая отрасль сельского хозяйства — растениеводство, зерновое хозяйство. Развито виноградарство. В животноводстве — разведение овец и крупного рогатого скота.
Развивается туризм. Крупнейший курортный регион страны — Черноморское побережье Румынии.
Распределение рабочей силы: около 30 % — в сельском хозяйстве, 23 % — в промышленности, 47 % — в сфере обслуживания (2006).
Основными статьями румынского экспорта являются продукция машиностроения 29,5 %, транспортные средства и запчасти к ним 18,4 % и продукция металлургической промышленности 7,8 %. В 2017 году объём экспорта оценивался в 70,5 млрд долл. В импорте преобладают продукция машиностроения, сырьё, включая нефть и газ, химикаты, текстиль и изделия из него. В 2017 году объём импорта оценивался в 81,4 млрд долл.
Основные партнёры по внешней торговле — Германия, Италия, Франция, Венгрия (2017).

## Транспорт
«Румынские железные дороги» — железнодорожная компания, выполняющая значительную часть грузоперевозок и перевозку пассажиров внутри страны. Протяжённость железных дорог — свыше 11 тыс. км.
Особенность румынских железных дорог — одноколейность, что сильно замедляет движение транспорта и грузов.
1075 км транспортной сети проходит по Дунаю. Важность румынских портов возрастает с созданием трансъевропейской магистрали Рейн — Дунай.

## Культура
- Праздники Румынии

### Архитектура

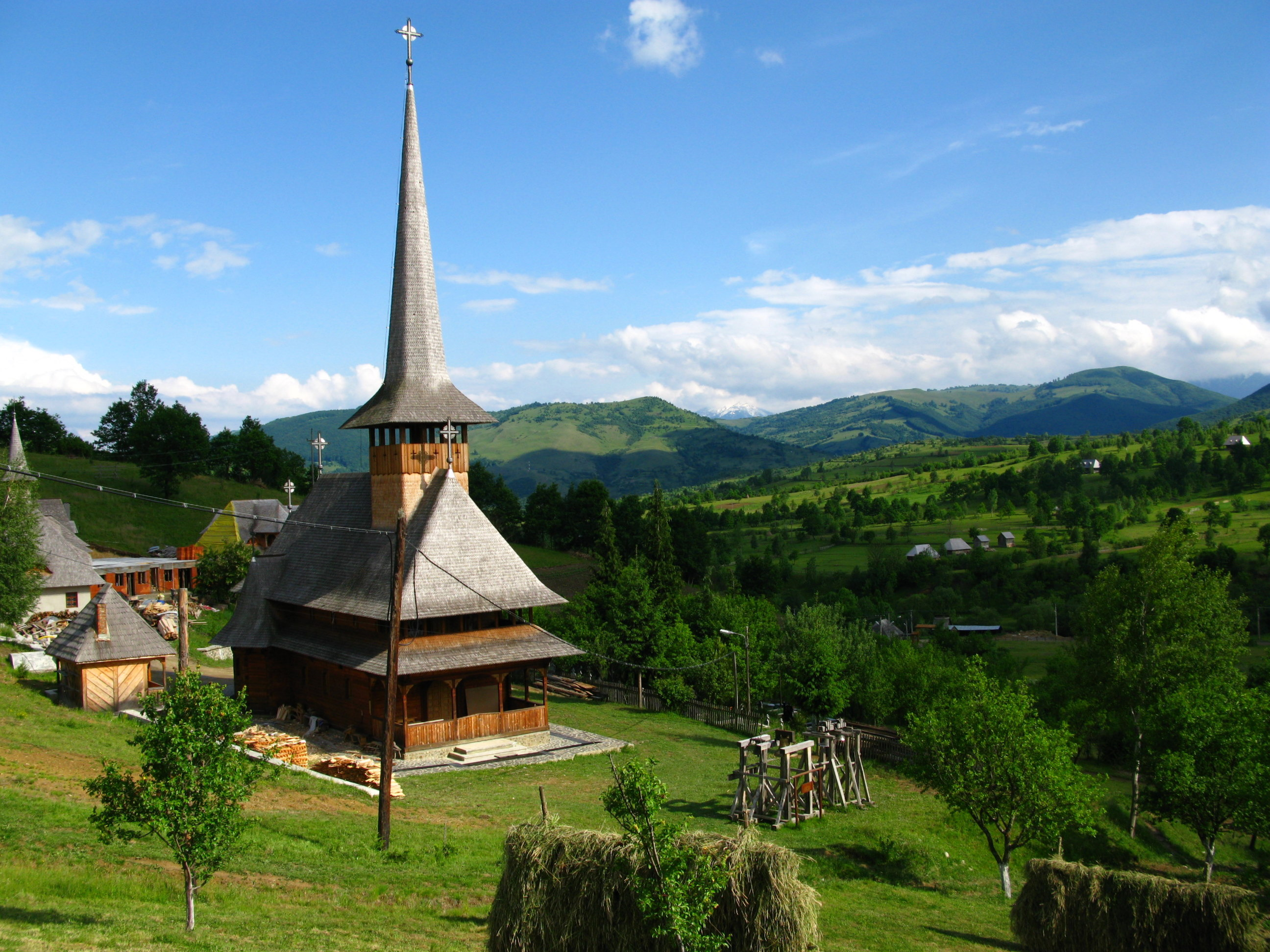
Марамуреш

В Х—XIII веках поселения состояли из прямоугольных в плане жилищ, сложенных из толстых брёвен и тёсаных брусьев. Реже встречались избы, имевшие деревянный каркас, переплетённый ветками и обмазанный глиной; деревянные стропила высоких нависающих крыш крылись соломой или дранкой.
Каменное строительство велось преимущественно феодалами. Дома знати были скромны. Каменные усадьбы состояли преимущественно из 3—4 комнат с галереей на одном из фасадов (усадьба в Куртя-де-Арджеш, XIII—XIV века).

#### Культовые сооружения
Ранние церкви имели прямоугольный план и апсиду в восточной части. Сооружались из грубых каменных блоков и кирпича.
Церковь Святого Николая в Куртя-де-Арджеш (1310—1352) — крестово-купольная, сложена из чередующихся рядов камня и кирпича, с куполом на столбах, что говорит о влиянии Византийской культуры. Также широко известен Монастырь Кокош в Исакче.

### Искусство
С X—XI веков, во время образования феодальных владений, в Румынии начинает зарождаться искусство. В Валахии и Молдове — под воздействием культуры Византии, Болгарии и Сербии; в Трансильвании — культуры Германии, Чехии и Польши.

#### Живопись
Крупнейшим румынским художником и фактически основоположником современной румынской живописи был Николае Григореску.

#### Музыка

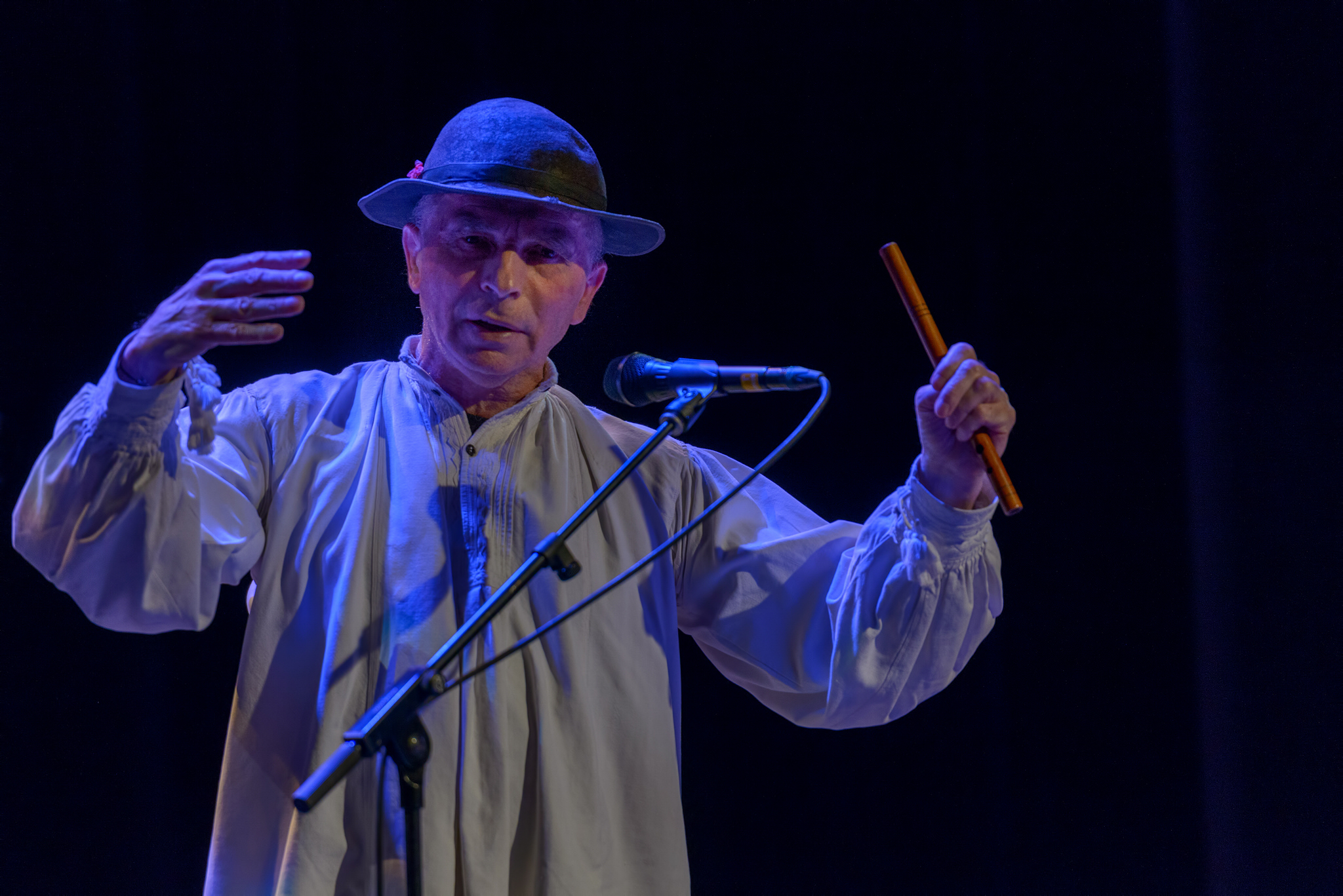
Григоре Леше в Брюсселе в 2018 году

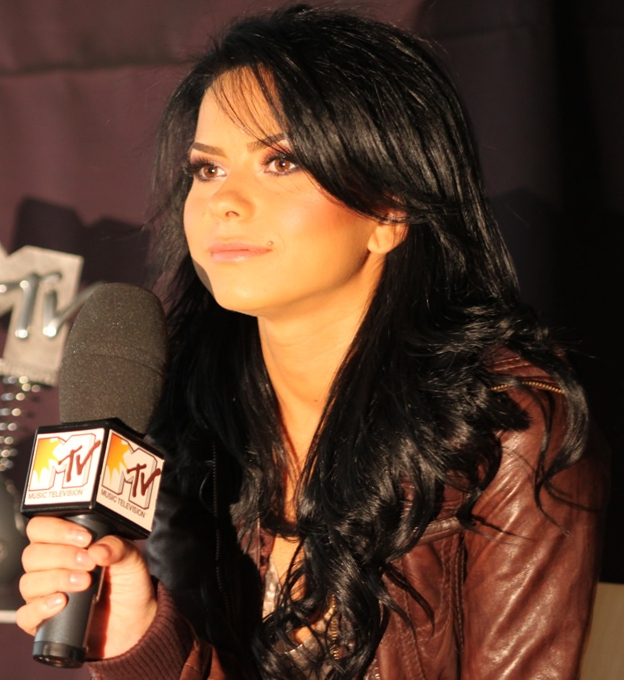
Певица Инна

Крупнейшими румынскими композиторами являются Джорже Энеску, Горацио Радулеску, Янку Думитреску, Джордже Штефэнеску.
Дойна — румынская лирическая народная песня. Дойны лирические, вокальные или инструментальные произведения, характерные для румынского народа, в которых авторы прямо выражает свои чувства меланхолии, тоски, скорби, сожаления, одиночества, отчуждения, разлуки, бунта, печали, любви, ненависти к угнетателям, сожаления и т. д., и убеждения по отношению к некоторым проблемам жизни, ко времени, природе и к самому себе. Дойны имеют лирический вид, их общие темы — меланхолия, тоска, любовь к природе, жалобы на горечь жизни или призывы к Богу помочь в облегчении боли и т. д. Современным широко признанным мастером исполнения дойн является румынский фольклорист, музыкант и исполнитель традиционных румынских песен Григоре Леше.

### Средства массовой информации
Газеты «Evenimentul Zilei», «Скынтейя», журналы «Femeia», «Урзика», «Moftul român».
Радиостанции: «Radio România Actualități», «Radio România Cultural», «Radio România Regional», «Digi FM», «Radio ZU», «Kiss FM», «Magic FM», «Radio Europa FM», «Virgin Radio», «Radio Pro FM» и «Național FM».
Радиостанции, доступные на средних волнах: «Radio România Actualități», «Radio România Regional» и «Radio Antena Satelor» Radio Antena Satelor вещает на 153 м ДВ."Radio Romania Muzical"
DAB (Бухарест): 223.936 (12A).
Телеканалы, доступные через DVB-T (в прошлом — на аналоговом ДМВ): TVR 1, TVR 2, TVR 3, Antena 1 и Pro TV.

### Спорт

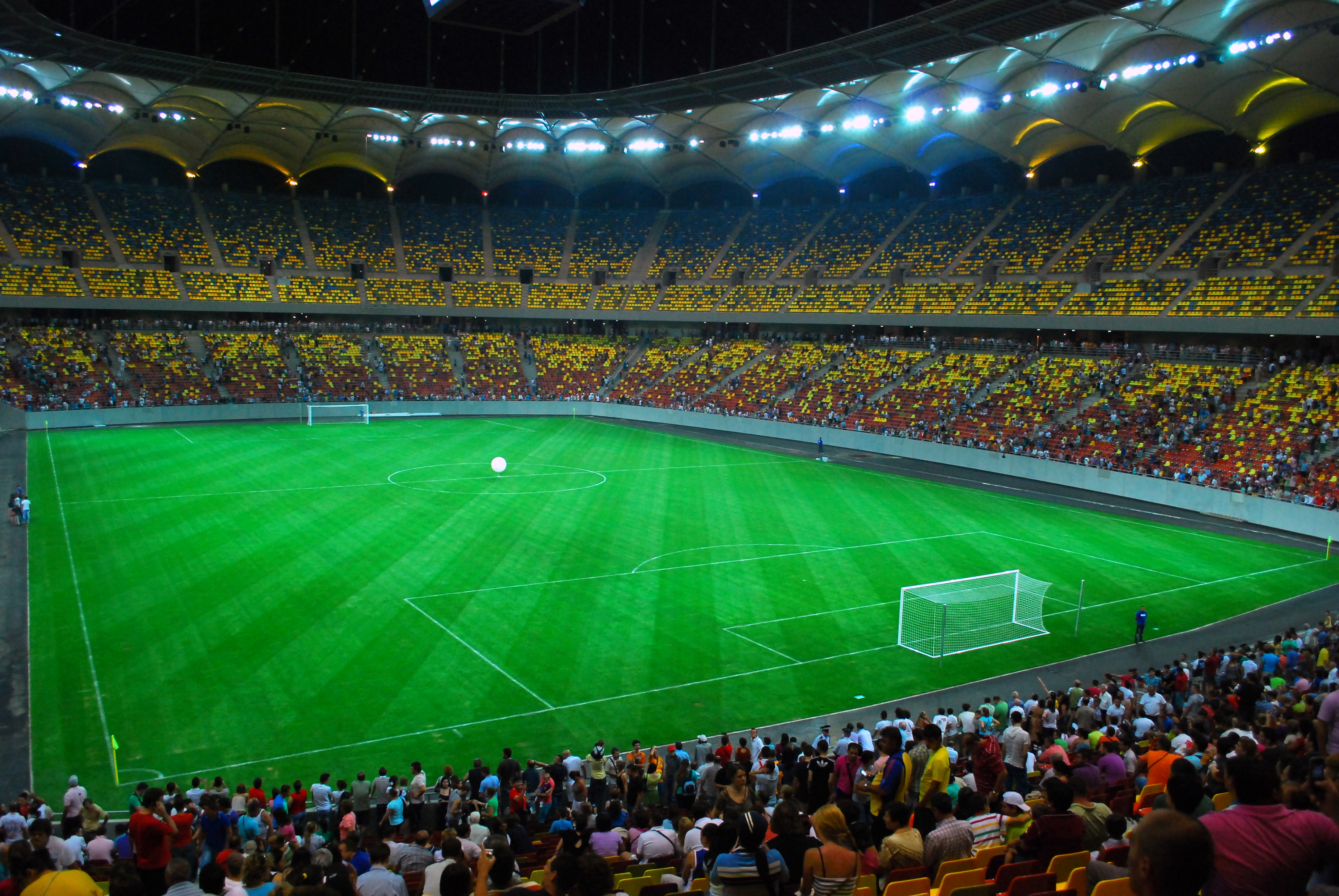
Национальный стадион (Бухарест)

Наибольших успехов в спорте Румыния достигала и достигает в спортивной гимнастике, гребле и лёгкой атлетике. История спортивной гимнастики знает таких выдающихся румынок, как Надя Команечи (или Надя Комэнеч), Симона Аманар, Йоланда Бэлаш, Лавиния Милошович, Даниэла Силиваш, Каталина Понор. Самая известная румынская профессиональная теннисистка — Симо́на Хале́п, бывшая первая ракетка мира. Победительница двух турниров «Большого шлема» в одиночном разряде; финалистка трёх турниров «Большого шлема» в одиночном разряде; победительница 24 турниров WTA.
В футболе её сборная вышла в четвертьфинал ЧМ-94, через 4 года — в 1/8 финала. Самые выдающиеся футболисты: Георге Хаджи (завершил карьеру), Дан Петреску, Георге Попеску (тот же статус), Адриан Муту, Чиприан Марика, Кристиан Киву, Рэзван Рац.
Столичный футбольный клуб «Стяуа» в сезоне 1985/86 выиграл Кубок европейских чемпионов и Суперкубок УЕФА, а также был финалистом КЕЧ в сезоне 1988/89.
Регбийная сборная Румынии является одной из сильнейших сборных Европы: четырежды она выигрывала Кубок европейских наций, а также участвовала во всех семи розыгрышах чемпионата мира.
Румыния постепенно развивается и в зимних видах спорта — в частности, санно-бобслейном спорте и биатлоне.

## Вооружённые силы
Вооружённые силы Румынии состоят из сухопутных войск, военно-морских и военно-воздушных сил.